# Enner Valencia
Enner Remberto Valencia Lastra (sinh ngày 4 tháng 11 năm 1989) là một cầu thủ bóng đá chuyên nghiệp người Ecuador hiện đang thi đấu ở vị trí tiền đạo cho câu lạc bộ Campeonato Brasileiro Série A Internacional và là đội trưởng của đội tuyển bóng đá quốc gia Ecuador.
Trước đây anh đã thi đấu cho câu lạc bộ Emelec ở Ecuador, nơi anh đã giành vô địch Serie A Ecuador và được trao Chiếc giày vàng Copa Sudamericana vào năm 2013. Valencia cũng thi đấu cho Pachuca ở Mexico, được trao Chiếc giày vàng Liga MX Clausura 2014. Anh gia nhập câu lạc bộ West Ham United ở Anh với giá 12 triệu bảng vào tháng 7 năm 2014. Tháng 8 năm 2016, Valencia được Everton cho mượn trong mùa giải, trước khi gia nhập câu lạc bộ Tigres UANL ở Mexico vào tháng 7 năm 2017. Tại Tigres UANL, anh đã vô địch Liga Apertura 2017 và Clausura 2019 và á quân tại CONCACAF Champions League 2019, giành được Chiếc giày vàng của giải đấu sau. Tháng 8 năm 2020, Valencia ký hợp đồng với đội bóng Fenerbahçe ở Thổ Nhĩ Kỳ.
Trên bình diện quốc tế, Valencia đã có hơn 70 lần khoác áo Ecuador kể từ khi ra mắt vào năm 2012. Anh đã đại diện cho FIFA World Cup vào các năm 2014 và 2022, và Copa América vào các năm 2015, 2016, 2019, 2021 và 2024. Với 41 bàn thắng, Valencia là tay săn bàn hàng đầu mọi thời đại của Ecuador. Bên cạnh đó, anh giữ kỷ lục ghi nhiều bàn thắng nhất tại World Cup cho đội tuyển khi ghi được sáu bàn thắng.

## Sự nghiệp câu lạc bộ

### Emelec
Valencia đến Guayaquil để thử việc cho Emelec vào năm 2008, từ đội bóng trẻ Caribe Junior mà ngôi sao người Ecuador, Antonio Valencia đã từng chơi trong những năm đầu đời. Năm 2008, anh được chuyển đến Emelec. Từ năm 2008 đến đầu năm 2010, Valencia không nhận được cơ hội nào trong đội bóng, nhưng với sự xuất hiện của huấn luyện viên Jorge Sampaoli, anh bắt đầu nhận được cơ hội để ra sân. Valencia giành chức á quân cho đội bóng trước nhà vô địch LDU Quito, thua 2-1 với tỷ số chung cuộc.
Valencia đã có 9 bàn thắng sau 30 trận đấu trong năm 2011. Tháng 11 năm 2012, anh ghi 5 bàn trong 5 trận đấu gặp El Nacional, LDU Loja, Técnico Universitario, và 2 lần vào lưới Manta trong cả sân nhà và sân khách, thắng 4 trong 5 trận, chỉ hòa trước LDU Loja. Điều này đã nâng tổng số bàn thắng của anh lên tới 13 bàn trong mùa giải này, nhưng trong mùa giải thứ ba liên tiếp, đội bóng giành ngôi á quân ở giải đấu và đối thủ Barcelona SC.
Ngày 7 tháng 8 năm 2013, Valencia ghi hat-trick đầu tiên trong sự nghiệp câu lạc bộ vào lưới đội bóng Sport Huancayo của Peru, trong trận đấu vòng 1 Copa Sudamericana 2013 với tỷ số 4–0. Anh kết thúc mùa giải với tư cách là nhà vô địch giải đấu với đội bóng Emelec.

### Pachuca
Sau nhiều tin đồn liên quan đến sự quan tâm của Pachuca ở Liga MX đối với Valencia, cả hai bên đi đến các điều khoản và đồng ý về việc chuyển nhượng.
Ngày 18 tháng 1 năm 2014, Valencia ghi bàn thắng đầu tiên trong chiến thắng 2-1 trước Tijuana. Tuần tiếp theo, anh tiếp tục ghi hai bàn thắng trong trận đấu đầu tiên giành chiến thắng trên sân khách trước đuơng kim vô địch giải đấu Club León. Anh kết thúc mùa giải thường xuyên với tư cách là cầu thủ ghi nhiều bàn thắng nhất với 12 bàn, ghi nhiều cú đúp khác nhau cho Pachuca. Valencia đã lập hat-trick đầu tiên vào lưới UNAM trong chiến thắng 2–4 trên sân khách để giành quyền vào vòng play-off Liga MX Clausura 2014.

### West Ham United

#### 2014–15
Ngày 29 tháng 7 năm 2014, câu lạc bộ West Ham United ở Premier League đã hoàn tất việc chuyển nhượng đối với Valencia, theo hợp đồng có thời hạn 5 năm với giá 12 triệu bảng. Sau đó, anh xác nhận rằng anh biết rất ít về đội bóng West Ham trước khi gia nhập và chủ yếu biết về câu lạc bộ khi xem các bộ phim về  hooligan chẳng hạn như bộ phim Green Street. Valencia có trận ra mắt cho West Ham United vào ngày 16 tháng 8 năm 2014, trong trận thua 0-1 trên sân nhà trước đội bóng Tottenham Hotspur khi vào sân thay cho Carlton Cole ở phút thứ 81. Ngày 27 tháng 8, anh bị Mark Howard cản phá quả phạt đền khi West Ham bị Sheffield United loại trên sân nhà ở vòng hai Cúp EFL. Bàn thắng đầu tiên của Valencia cho đội bóng là trận ra mắt giải đấu, gặp Hull City vào ngày 15 tháng 9 năm 2014, trong trận hòa 2–2. Valencia tiếp tục ghi thêm 2 bàn thắng cho West Ham trong những tuần tiếp theo, bao gồm một bàn thắng trong chiến thắng 3–1 trước Burnley, và một bàn thắng trong trận hòa 2–2 gặp Stoke City.

#### 2015–16

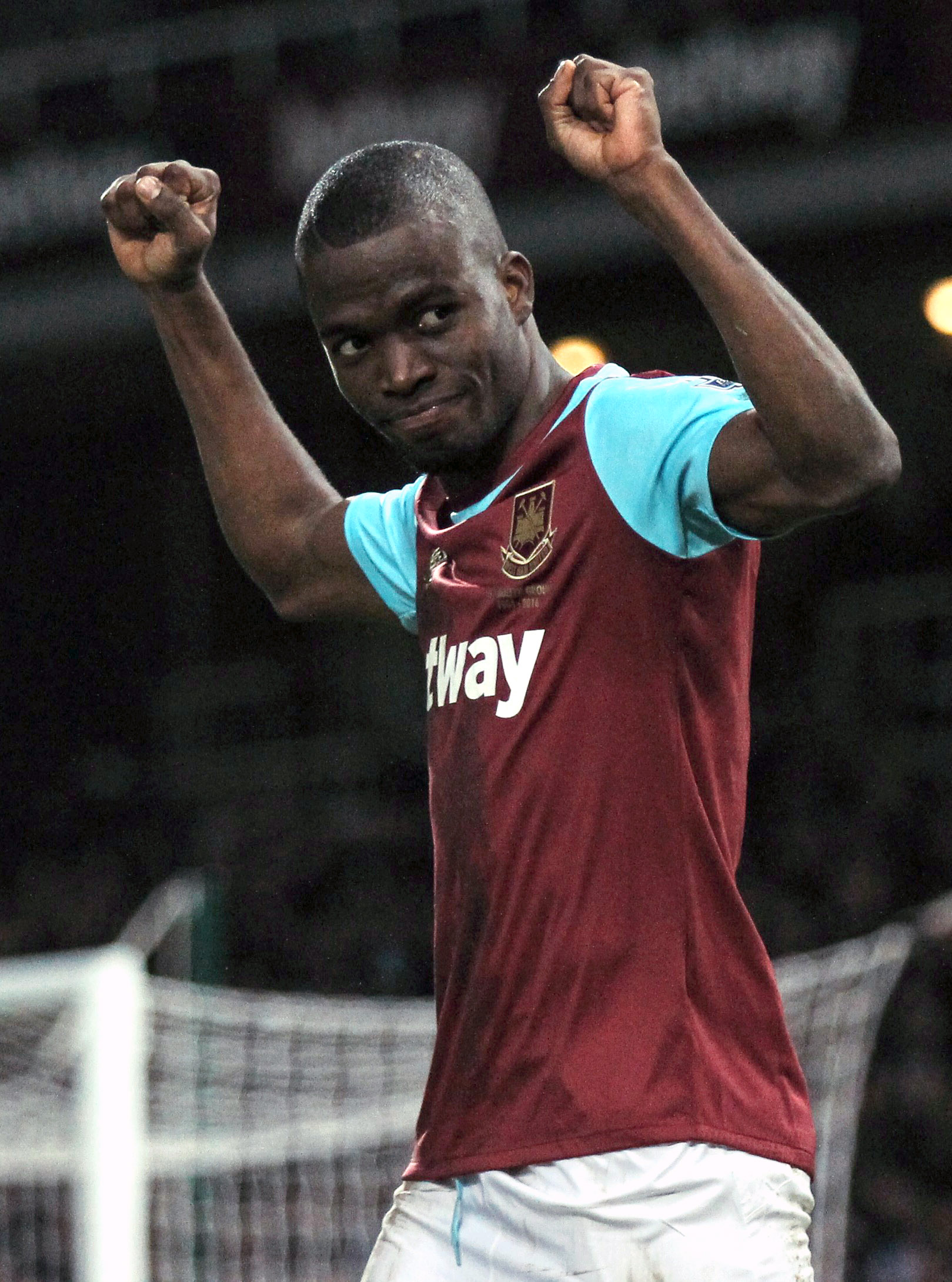
Valencia đang thi đấu cho West Ham United năm 2016

Trận đấu đầu tiên trong mùa giải thứ hai của anh diễn ra vào ngày 30 tháng 7 năm 2015, tại trận lượt đi vòng loại thứ 3 của Europa League trên sân nhà gặp Astra Giurgiu; anh đưa West Ham United vượt lên dẫn trước nhưng là một trong hai cầu thủ bị thay thế do chấn thương trong hiệp một khi đội bóng cầm hòa 2–2. Người ta xác nhận rằng Valencia đã bị chấn thương "đáng kể" ở đầu gối và mắt cá chân phải, và phải nghỉ thi đấu trong vòng 12 tuần. Valencia ghi bàn thắng đầu tiên ở mùa giải 2015–16 với hai bàn trong chiến thắng lội ngược dòng 3–1 trước AFC Bournemouth vào ngày 12 tháng 1 năm 2016, trong đó có một cú sút phạt cực mạnh.

#### Everton
Ngày 31 tháng 8 năm 2016, Valencia ký hợp đồng với câu lạc bộ Everton theo dạng cho mượn kéo dài một mùa giải, với tùy chọn mức phí 14,5 triệu bảng trong chuyển nhượng mùa hè năm 2017. Valencia ghi bàn thắng đầu tiên cho Everton ở Premier League khi anh ghi bàn thắng từ cự ly gần trong chiến thắng 3–0 trước Southampton vào ngày 2 tháng 1 năm 2017.

### Tigres UANL
Ngày 13 tháng 7 năm 2017, Valencia ký hợp đồng đội bóng Tigres UANL với mức giá 4,2 triệu đô.

### Fenerbahçe
Ngày 28 tháng 8 năm 2020, Valencia ký hợp đồng với câu lạc bộ Fenerbahçe Süper Lig theo dạng chuyển nhượng tự do.

## Sự nghiệp quốc tế

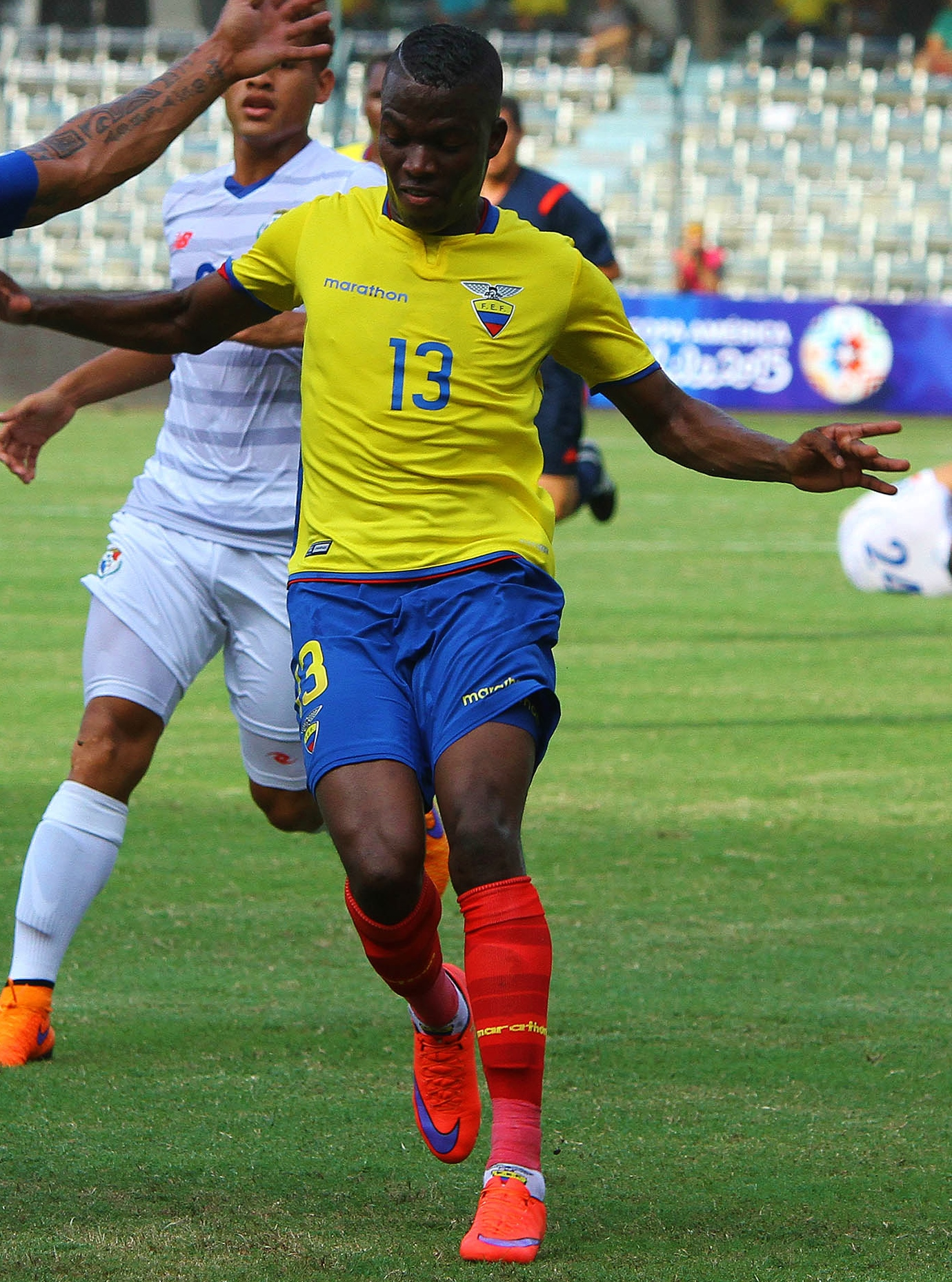
Valencia thi đấu cho Ecuador năm 2015

Valencia bắt đầu sự nghiệp quốc tế ở vị trí tiền vệ chạy cánh, nhưng được huấn luyện viên đội bóng Emelec Gustavo Quinteros chuyển sang chơi ở vị trí tiền đạo. HLV Ecuador Reinaldo Rueda bắt đầu thử việc đối với Valencia ở vị trí tiền đạo sau cái chết của Christian Benítez. Sau 3 lần ra sân ở vòng loại World Cup 2014, anh ghi bàn thắng quốc tế đầu tiên trong trận hòa 2–2 trước Honduras vào ngày 19 tháng 11 năm 2013. Ngày 5 tháng 3, anh ghi bàn, kiến tạo một bàn và giành được một quả phạt đền khi Ecuador vượt qua tỷ số thua 0–3 để đánh bại đội tuyển Úc 4–3. Sau đó, anh ghi bàn thắng duy nhất trong trận thua 1-3 trước Mexico, và giúp Ecuador sớm dẫn trước trong trận hòa 2–2 trước Anh tại Miami.
Tháng 6 năm 2014, Valencia có tên trong đội tuyển Ecuador tham dự World Cup 2014. Ngày 15 tháng 6, anh có trận ra mắt World Cup trong trận mở màn gặp Thụy Sĩ tại Estádio Nacional Mané Garrincha ở Brasília, mở tỷ số bằng một cú đánh đầu trong trận thua 1–2. Trong trận đấu thứ hai, Valencia ghi cả hai bàn thắng để đánh bại Honduras với tỷ số 2–1 tại Curitiba. Anh tiếp tục phong độ tốt sau FIFA World Cup, ghi bàn thắng thứ ba trong chiến thắng 4–0 trước Bolivia. Ngày 10 tháng 10, Valencia một lần nữa ghi bàn cho Ecuador ở phút 88 trước đội tuyển Hoa Kỳ, trận đấu này kết thúc với tỷ số hòa 1-1. Cú sút xoáy bằng chân phải của anh đi thẳng về phía khung thành khiến thủ môn người Mỹ Brad Guzan không thể cản phá.
Trong trận đấu thứ hai của Ecuador ở vòng bảng Copa América 2015, Valencia thực hiện thành công với quả phạt đền vào lưới Bolivia, nhưng quả đá phạt phải được thực hiện lại do đối thủ phạm lỗi; lượt thực hiện lại được cứu bởi Romel Quiñónez. Sau đó, anh ghi bàn từ cự ly gần, nhưng Ecuador vẫn thua 2–3. Bốn ngày sau, Valencia lập công cho Miller Bolaños và ghi bàn thắng thứ hai cho Ecuador trong chiến thắng 2–1 trước Mexico, loại đối thủ từ vòng bảng.
Ngày 8 tháng 10 năm 2021, trong trận đấu vòng loại World Cup 2022 gặp Bolivia, Valencia ghi bàn thắng quốc tế thứ 32 và 33, trở thành cầu thủ ghi nhiều bàn thắng nhất mọi thời đại cho đội tuyển quốc gia Ecuador.
Ngày 20 tháng 11 năm 2022, Valencia ghi cả hai bàn thắng cho Ecuador trong chiến thắng 2–0 trước chủ nhà Qatar trong trận mở màn tại FIFA World Cup 2022. Anh trở thành cầu thủ ghi bàn kỷ lục của Ecuador ở các giải đấu World Cup, với 5 bàn thắng.
Ngày 25 tháng 11 năm 2022, Valencia ghi bàn trong trận hòa 1–1 trước Hà Lan, qua đó trở thành cầu thủ Nam Mỹ đầu tiên ghi sáu bàn liên tiếp tại World Cup.

## Thống kê sự nghiệp

### Câu lạc bộ
Tính đến 1 tháng 6 năm 2024
| Câu lạc bộ          | Mùa giải            | Giải đấu            | Giải đấu | Giải đấu | Cúp Quốc gia | Cúp Quốc gia | Cúp Liên đoàn | Cúp Liên đoàn | Châu lục | Châu lục | Khác | Khác | Tổng cộng | Tổng cộng |
| Câu lạc bộ          | Mùa giải            | Hạng                | Trận     | Bàn      | Trận         | Bàn          | Trận          | Bàn           | Trận     | Bàn      | Trận | Bàn  | Trận      | Bàn       |
| ------------------- | ------------------- | ------------------- | -------- | -------- | ------------ | ------------ | ------------- | ------------- | -------- | -------- | ---- | ---- | --------- | --------- |
| Emelec              | 2010                | Ecuadorian Serie A  | 25       | 1        | —            | —            | —             | —             | 11       | 1        | —    | —    | 36        | 2         |
| Emelec              | 2011                | Ecuadorian Serie A  | 30       | 9        | —            | —            | —             | —             | 5        | 0        | —    | —    | 35        | 9         |
| Emelec              | 2012                | Ecuadorian Serie A  | 40       | 13       | —            | —            | —             | —             | 14       | 0        | —    | —    | 54        | 13        |
| Emelec              | 2013                | Ecuadorian Serie A  | 35       | 4        | —            | —            | —             | —             | 11       | 5        | —    | —    | 46        | 9         |
| Emelec              | Total               | Total               | 130      | 27       | —            | —            | —             | —             | 41       | 6        | —    | —    | 171       | 33        |
| Pachuca             | 2014                | Liga MX             | 23       | 18       | 2            | 0            | —             | —             | —        | —        | —    | —    | 25        | 18        |
| West Ham United     | 2014–15             | Premier League      | 32       | 4        | 4            | 1            | 1             | 0             | —        | —        | —    | —    | 37        | 5         |
| West Ham United     | 2015–16             | Premier League      | 19       | 4        | 4            | 0            | —             | —             | 1        | 1        | —    | —    | 24        | 5         |
| West Ham United     | 2016–17             | Premier League      | 3        | 0        | —            | —            | —             | —             | 4        | 0        | —    | —    | 7         | 0         |
| West Ham United     | Tổng cộng           | Tổng cộng           | 54       | 8        | 8            | 1            | 1             | 0             | 5        | 1        | —    | —    | 68        | 10        |
| Everton (mượn)      | 2016–17             | Premier League      | 21       | 3        | 1            | 0            | 1             | 0             | —        | —        | —    | —    | 23        | 3         |
| Tigres UANL         | 2017–18             | Liga MX             | 37       | 15       | 1            | 0            | —             | —             | 3        | 2        | 1    | 0    | 42        | 17        |
| Tigres UANL         | 2018–19             | Liga MX             | 31       | 5        | 6            | 3            | —             | —             | 8        | 7        | —    | —    | 45        | 15        |
| Tigres UANL         | 2019–20             | Liga MX             | 27       | 1        | 0            | 0            | —             | —             | 4        | 1        | —    | —    | 31        | 2         |
| Tigres UANL         | Tổng cộng           | Tổng cộng           | 95       | 21       | 7            | 3            | —             | —             | 15       | 10       | 1    | 0    | 118       | 34        |
| Fenerbahçe          | 2020–21             | Süper Lig           | 34       | 12       | 1            | 1            | —             | —             | —        | —        | —    | —    | 35        | 13        |
| Fenerbahçe          | 2021–22             | Süper Lig           | 25       | 7        | 2            | 1            | —             | —             | 6        | 5        | —    | —    | 33        | 13        |
| Fenerbahçe          | 2022–23             | Süper Lig           | 31       | 29       | 5            | 1            | —             | —             | 12       | 3        | —    | —    | 48        | 33        |
| Fenerbahçe          | Tổng cộng           | Tổng cộng           | 90       | 48       | 8            | 3            | —             | —             | 18       | 8        | —    | —    | 116       | 59        |
| Internacional       | 2023                | Série A             | 22       | 9        | —            | —            | —             | —             | 6        | 4        | —    | —    | 28        | 13        |
| Internacional       | 2024                | Série A             | 1        | 0        | 1            | 2            | —             | —             | 1        | 0        | 11   | 4    | 14        | 6         |
| Internacional       | Tổng cộng           | Tổng cộng           | 23       | 9        | 1            | 2            | —             | —             | 7        | 4        | 11   | 4    | 42        | 19        |
| Tổng cộng sự nghiệp | Tổng cộng sự nghiệp | Tổng cộng sự nghiệp | 436      | 134      | 27           | 9            | 2             | 0             | 84       | 28       | 12   | 4    | 558       | 182       |

### Đội tuyển quốc gia
Tính đến 16 tháng 6 năm 2024
| Đội tuyển | Năm       | Trận | Bàn |
| --------- | --------- | ---- | --- |
| Ecuador   |           |      |     |
| 2012      | 1         | 0    |     |
| 2013      | 6         | 1    |     |
| 2014      | 10        | 10   |     |
| 2015      | 5         | 2    |     |
| 2016      | 12        | 6    |     |
| 2017      | 7         | 2    |     |
| 2018      | 5         | 6    |     |
| 2019      | 8         | 4    |     |
| 2020      | 2         | 0    |     |
| 2021      | 11        | 3    |     |
| 2022      | 10        | 4    |     |
| 2023      | 6         | 2    |     |
| 2024      | 3         | 1    |     |
| Tổng cộng | Tổng cộng | 86   | 41  |

| STT | Ngày                      | Địa điểm                                                                 | Đối thủ            | Bàn thắng | Kết quả | Giải đấu                      |
| --- | ------------------------- | ------------------------------------------------------------------------ | ------------------ | --------- | ------- | ----------------------------- |
| 1   | Ngày 19 tháng 11 năm 2013 | Sân vận động BBVA (Houston), Houston, Hoa Kỳ                             | Honduras           | 2–2       | 2–2     | Giao hữu                      |
| 2   | Ngày 5 tháng 3 năm 2014   | The Den, London, Anh                                                     | Úc                 | 3–3       | 4–3     | Giao hữu                      |
| 3   | Ngày 31 tháng 5 năm 2014  | Sân vận động AT&T, Arlington, Hoa Kỳ                                     | México             | 1–3       | 1–3     | Giao hữu                      |
| 4   | Ngày 4 tháng 6 năm 2014   | Sân vận động Hard Rock, Miami, Hoa Kỳ                                    | Anh                | 1–0       | 2–2     | Giao hữu                      |
| 5   | Ngày 15 tháng 6 năm 2014  | Sân vận động Quốc gia Mané Garrincha, Brasília, Brasil                   | Thụy Sĩ            | 1–0       | 1–2     | FIFA World Cup 2014           |
| 6   | Ngày 20 tháng 6 năm 2014  | Arena da Baixada, Curitiba, Brazil                                       | Honduras           | 1–1       | 2–1     | FIFA World Cup 2014           |
| 7   | Ngày 20 tháng 6 năm 2014  | Arena da Baixada, Curitiba, Brazil                                       | Honduras           | 2–1       | 2–1     | FIFA World Cup 2014           |
| 8   | Ngày 6 tháng 9 năm 2014   | Sân vận động Lockhart, Fort Lauderdale, Hoa Kỳ                           | Bolivia            | 3–0       | 4–0     | Giao hữu                      |
| 9   | Ngày 10 tháng 10 năm 2014 | Sân vận động Pratt & Whitney tại Rentschler Field, East Hartford, Hoa Kỳ | Hoa Kỳ             | 1–1       | 1–1     | Giao hữu                      |
| 10  | Ngày 14 tháng 10 năm 2014 | Red Bull Arena, Harrison, Hoa Kỳ                                         | El Salvador        | 2–0       | 5–1     | Giao hữu                      |
| 11  | Ngày 14 tháng 10 năm 2014 | Red Bull Arena, Harrison, Hoa Kỳ                                         | El Salvador        | 4–1       | 5–1     | Giao hữu                      |
| 12  | Ngày 15 tháng 6 năm 2015  | Sân vận động Elías Figueroa Brander, Valparaíso, Chile                   | Bolivia            | 1–3       | 2–3     | Copa América 2015             |
| 13  | Ngày 19 tháng 6 năm 2015  | Sân vận động El Teniente, Rancagua, Chile                                | México             | 2–0       | 2–1     | Copa América 2015             |
| 14  | Ngày 24 tháng 3 năm 2016  | Sân vận động Olympic Atahualpa, Quito, Ecuador                           | Paraguay           | 1–0       | 2–2     | Vòng loại FIFA World Cup 2018 |
| 15  | Ngày 8 tháng 6 năm 2016   | Sân vận động State Farm, Glendale, Hoa Kỳ                                | Perú               | 1–2       | 2–2     | Copa América Centenario       |
| 16  | Ngày 12 tháng 6 năm 2016  | Sân vận động MetLife, East Rutherford, Hoa Kỳ                            | Haiti              | 1–0       | 4–0     | Copa América Centenario       |
| 17  | Ngày 11 tháng 10 năm 2016 | Sân vận động Hernando Siles, La Paz, Bolivia                             | Bolivia            | 1–2       | 2–2     | Vòng loại FIFA World Cup 2018 |
| 18  | Ngày 11 tháng 10 năm 2016 | Sân vận động Hernando Siles, La Paz, Bolivia                             | Bolivia            | 2–2       | 2–2     | Vòng loại FIFA World Cup 2018 |
| 19  | Ngày 15 tháng 11 năm 2016 | Sân vận động Olympic Atahualpa, Quito, Ecuador                           | Venezuela          | 3–0       | 3–0     | Vòng loại FIFA World Cup 2018 |
| 20  | Ngày 13 tháng 6 năm 2017  | Red Bull Arena, Harrison, Hoa Kỳ                                         | El Salvador        | 2–0       | 3–0     | Giao hữu                      |
| 21  | Ngày 5 tháng 9 năm 2017   | Sân vận động Olympic Atahualpa, Quito, Ecuador                           | Perú               | 1–2       | 1–2     | Vòng loại FIFA World Cup 2018 |
| 22  | Ngày 7 tháng 9 năm 2018   | Red Bull Arena, Harrison, Hoa Kỳ                                         | Jamaica            | 1–0       | 2–0     | Giao hữu                      |
| 23  | Ngày 11 tháng 9 năm 2018  | Sân vận động SeatGeek, Bridgeview, Hoa Kỳ                                | Guatemala          | 1–0       | 2–0     | Giao hữu                      |
| 24  | Ngày 12 tháng 10 năm 2018 | Sân vận động Jassim bin Hamad, Doha, Qatar                               | Qatar              | 1–2       | 3–4     | Giao hữu                      |
| 25  | Ngày 12 tháng 10 năm 2018 | Sân vận động Jassim bin Hamad, Doha, Qatar                               | Qatar              | 2–4       | 3–4     | Giao hữu                      |
| 26  | Ngày 15 tháng 11 năm 2018 | Sân vận động Quốc gia Lima, Lima, Peru                                   | Perú               | 2–0       | 2–0     | Giao hữu                      |
| 27  | Ngày 20 tháng 11 năm 2018 | Sân vận động Rommel Fernández, thành phố Panama, Panama                  | Panama             | 2–1       | 2–1     | Giao hữu                      |
| 28  | Ngày 1 tháng 6 năm 2019   | Sân vận động Hard Rock, Miami, Hoa Kỳ                                    | Venezuela          | 1–1       | 1–1     | Giao hữu                      |
| 29  | Ngày 21 tháng 6 năm 2019  | Itaipava Arena Fonte Nova, Salvador, Brasil                              | Chile              | 1–1       | 1–2     | Copa América 2019             |
| 30  | Ngày 14 tháng 11 năm 2019 | Sân vận động Reales Tamarindos, Portoviejo, Ecuador                      | Trinidad và Tobago | 2–0       | 3–0     | Giao hữu                      |
| 31  | Ngày 14 tháng 11 năm 2019 | Sân vận động Reales Tamarindos, Portoviejo, Ecuador                      | Trinidad và Tobago | 3–0       | 3–0     | Giao hữu                      |
| 32  | Ngày 7 tháng 10 năm 2021  | Sân vận động tượng đài Isidro Romero Carbo, Guayaquil, Ecuador           | Bolivia            | 2–0       | 3–0     | Vòng loại FIFA World Cup 2022 |
| 33  | Ngày 7 tháng 10 năm 2021  | Sân vận động tượng đài Isidro Romero Carbo, Guayaquil, Ecuador           | Bolivia            | 3–0       | 3–0     | Vòng loại FIFA World Cup 2022 |
| 34  | Ngày 10 tháng 10 năm 2021 | Sân vận động Olímpico de la UCV, Caracas, Venezuela                      | Venezuela          | 1–0       | 1–2     | Vòng loại FIFA World Cup 2022 |
| 35  | Ngày 29 tháng 3 năm 2022  | Sân vận động tượng đài Isidro Romero Carbo, Guayaquil, Ecuador           | Argentina          | 1–1       | 1–1     | Vòng loại FIFA World Cup 2022 |
| 36  | Ngày 20 tháng 11 năm 2022 | Sân vận động Al Bayt, Al Khor, Qatar                                     | Qatar              | 1–0       | 2–0     | FIFA World Cup 2022           |
| 37  | Ngày 20 tháng 11 năm 2022 | Sân vận động Al Bayt, Al Khor, Qatar                                     | Qatar              | 2–0       | 2–0     | FIFA World Cup 2022           |
| 38  | Ngày 25 tháng 11 năm 2022 | Sân vận động Quốc tế Khalifa, Al Rayyan, Qatar                           | Hà Lan             | 1–1       | 1–1     | FIFA World Cup 2022           |
| 39  | Ngày 17 tháng 6 năm 2023  | Red Bull Arena, Harrison, Hoa Kỳ                                         | Bolivia            | 1–0       | 1–0     | Giao hữu                      |
| 40  | Ngày 20 tháng 6 năm 2023  | Subaru Park, Chester, Hoa Kỳ                                             | Costa Rica         | 1–0       | 3–1     | Giao hữu                      |
| 41  | Ngày 12 tháng 6 năm 2024  | Subaru Park, Chester, Hoa Kỳ                                             | Bolivia            | 1–0       | 3–1     | Giao hữu                      |

## Danh hiệu
Emelec
- Giải Serie A của Ecuador: 2013[40][41]

Tigres UANL
- Liga MX: Apertura 2017, Clausura 2019
- Cúp Campeones: 2018

Cá nhân
- Cầu thủ xuất sắc nhất Serie A: 2013
- Vua phá lưới Copa Sudamericana: 2013
- Vua phá lưới Liga MX: Clausura 2014
- Đội hình xuất sắc nhất Liga MX: Apertura 2017[cần dẫn nguồn]
- Chiếc giày vàng Champions League CONCACAF: 2019[42]
- Đội hình xuất sắc nhất CONCACAF Champions League: 2019 [43]